# Valmeinier
Valmeinier település Franciaországban, Savoie megyében. Lakosainak száma 578 fő (2022. január 1.). Valmeinier Névache, Orelle, Saint-Martin-d’Arc, Saint-Michel-de-Maurienne és Valloire községekkel határos.

## Népesség
A település népessége az elmúlt években az alábbi módon változott:
| Lakosok száma | 490  | 510  | 504  | 515  | 541  | 566  | 569  | 572  | 578  |
|               | 2013 | 2015 | 2016 | 2017 | 2018 | 2019 | 2020 | 2021 | 2022 |